# 平顶山站
平顶山站是位于河南省平顶山市湛河区的一个铁路车站，建于1957年，目前为二等站，有孟宝铁路途径本站。目前办理客货运业务。

## 历史
- 建于1957年。
- 2014年11月，平顶山站开始改造，2018年改造完成。